# Кёрмиг

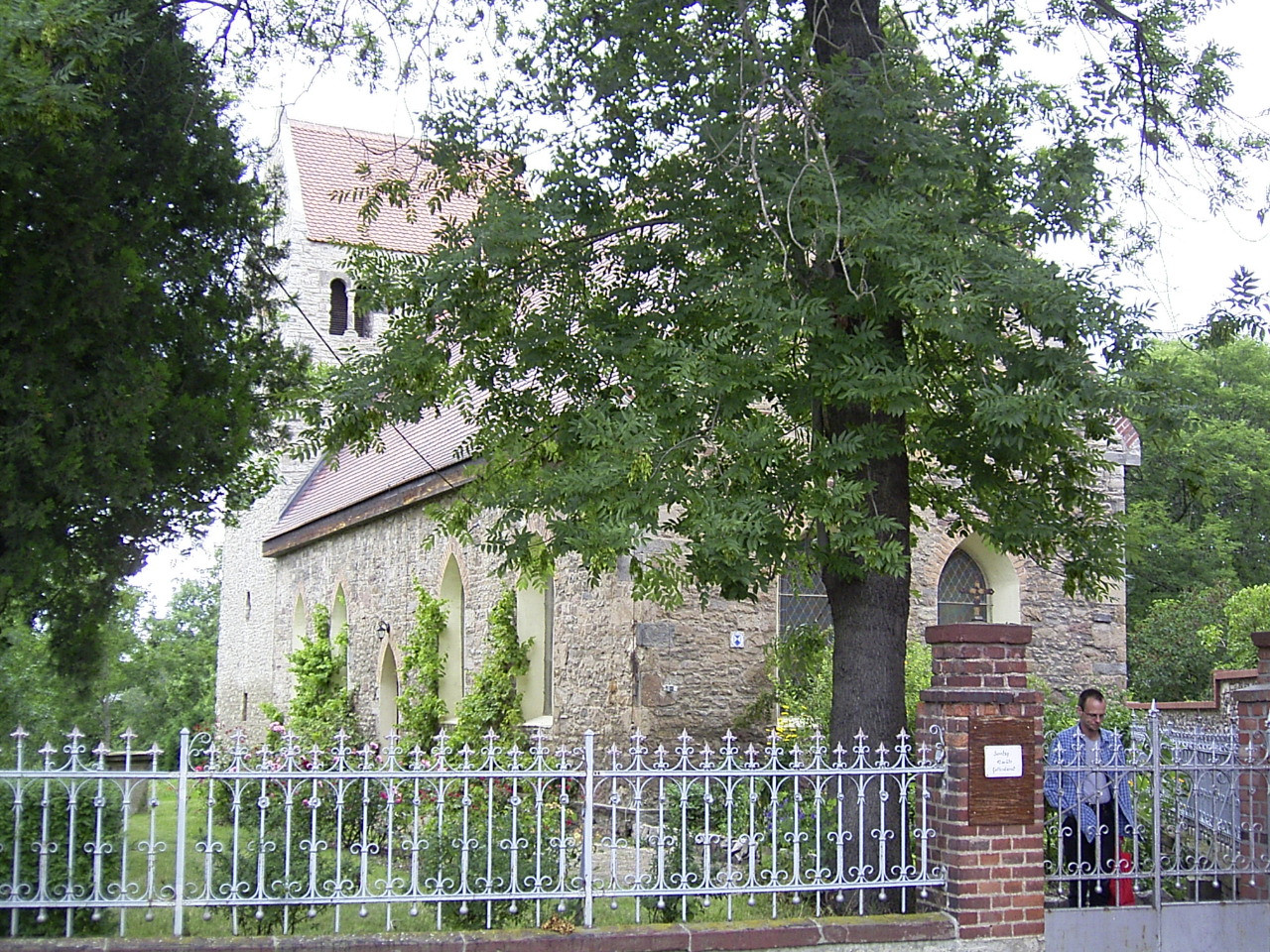
Церковь

Кёрмиг (нем. Cörmigk) — деревня в Германии, в земле Саксония-Анхальт. Входит в состав города Кённерн района Зальцланд. 
Население составляет 545 человек (на 31 декабря 2006 года). Занимает площадь 7,48 км².
До 31 декабря 2010 года имела статус общины (коммуны). 1 января 2010 года вошла в состав города Кённерн.

## Достопримечательности
Церковь XII века, построенная в романском стиле.